# Regiunea Shkodër

Localizarea regiunii în Albania

Regiunea Shkodër (albaneză: Qarku i Shkodrës) este una dintre cele 12 regiuni ale Albaniei. Conține districtele Malësi e Madhe, Pukë și Shkodër, iar capitala sa este orașul Shkodër.